# Pod Skálou
Pod skálou je přírodní památka severně od obce Nová Ves v okrese Svitavy. Správa Krajský úřad Pardubického kraje. Důvodem ochrany je svahová bučina s hojným tisem červeným.

## Fotogalerie

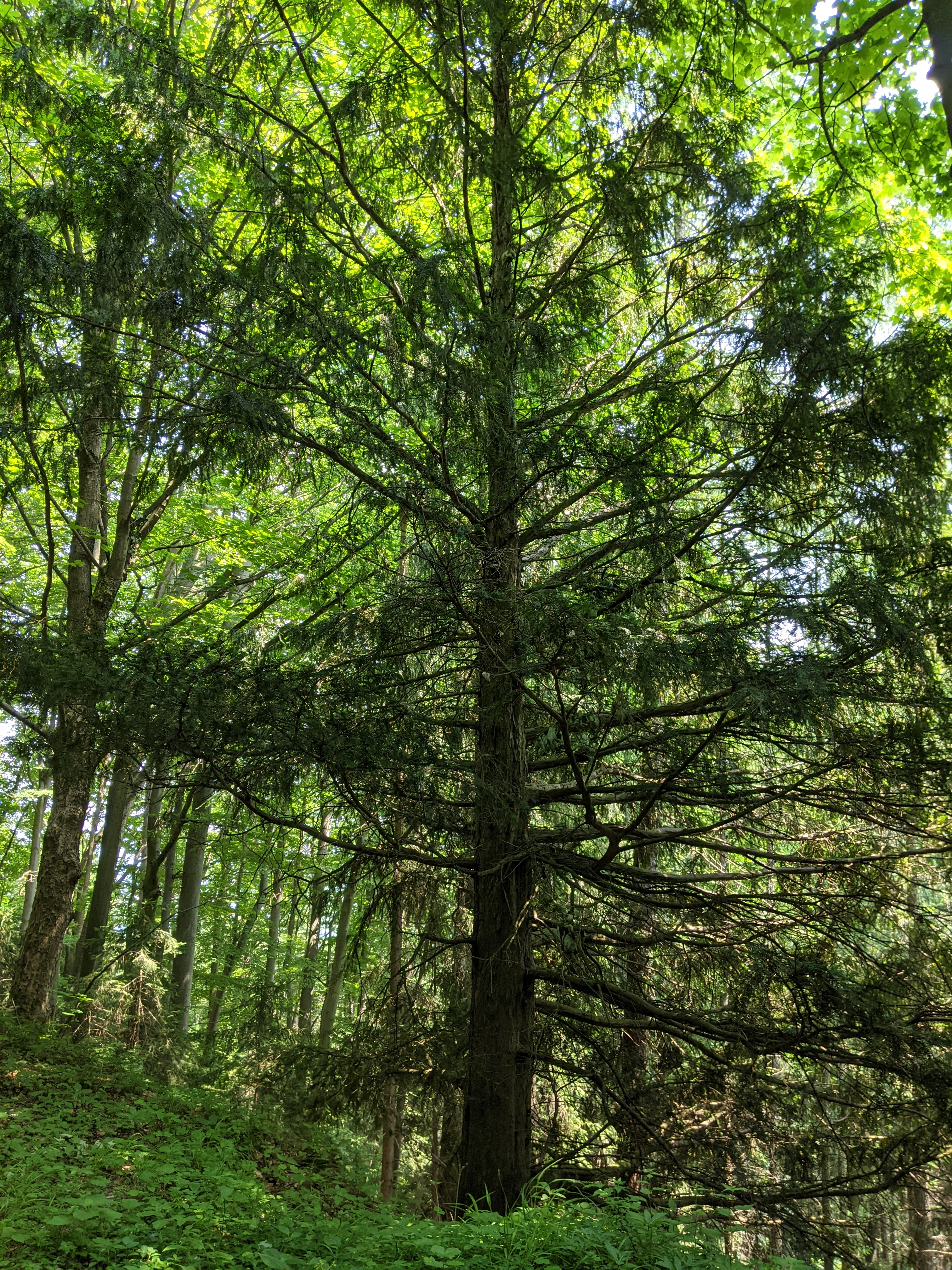
jeden z exemplářů tisu červeného
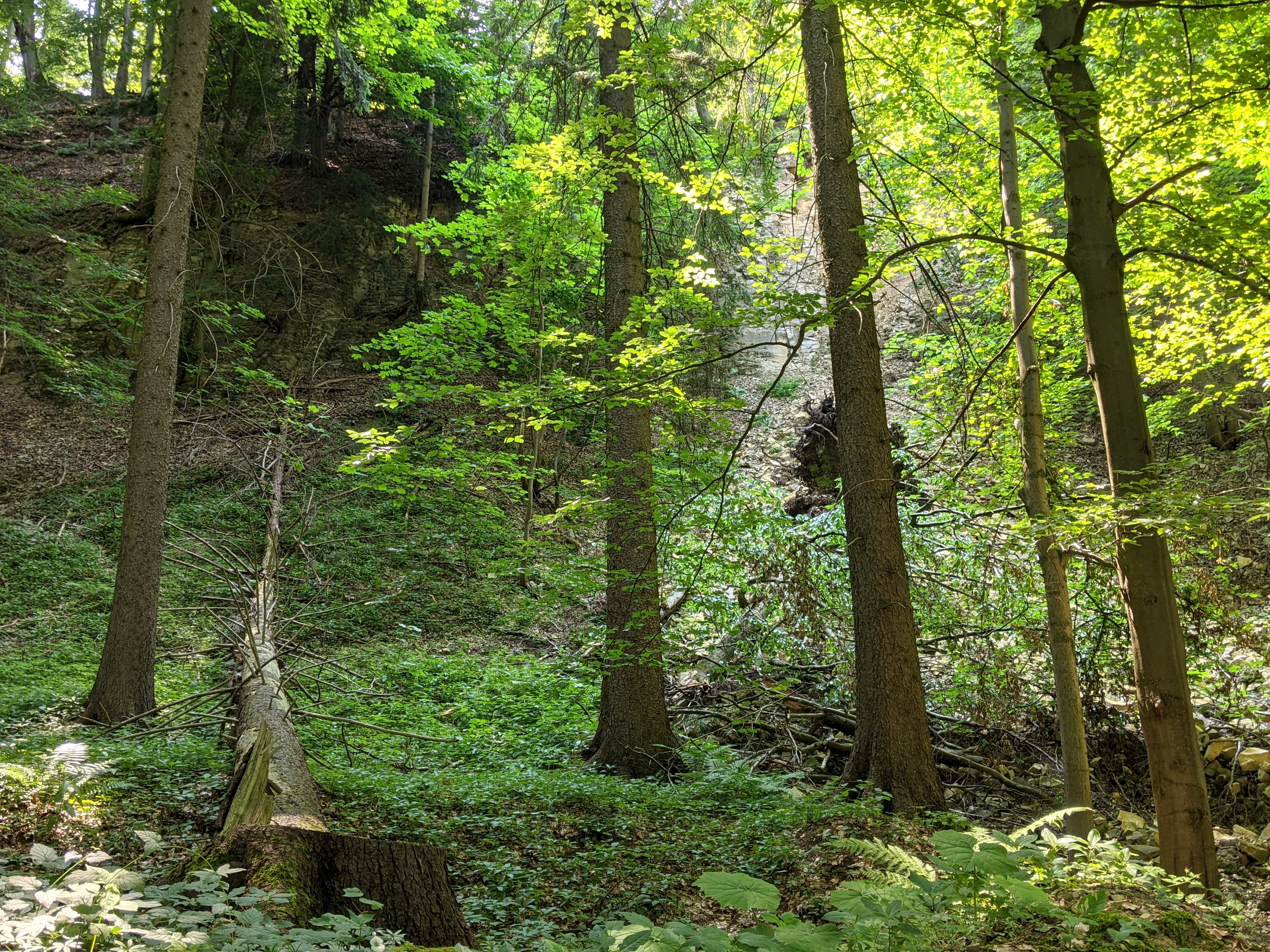
skalnaté svahy Červené hory (606 m)
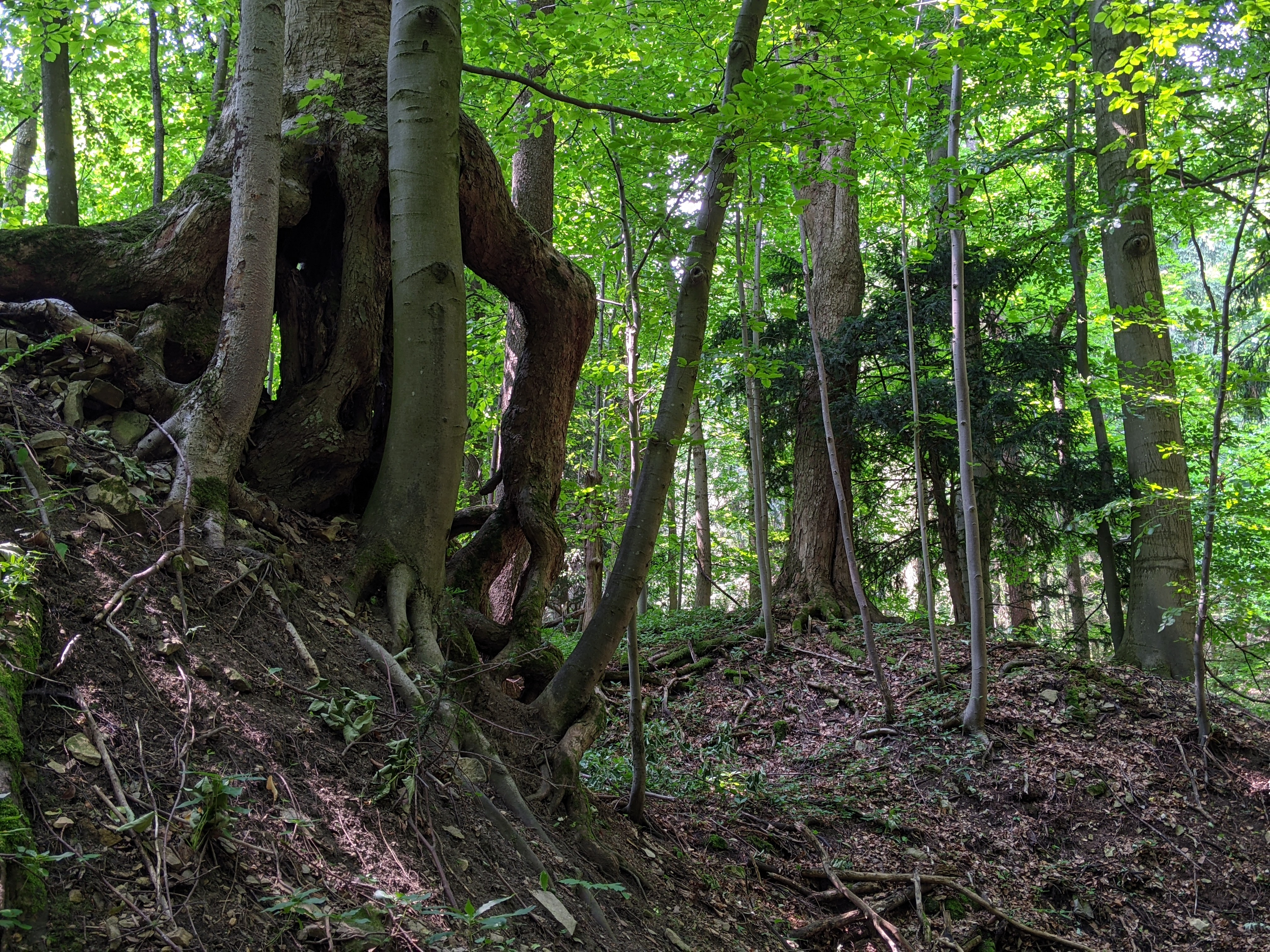
chůdovité kořeny pod bývalým lomem, v pozadí tis
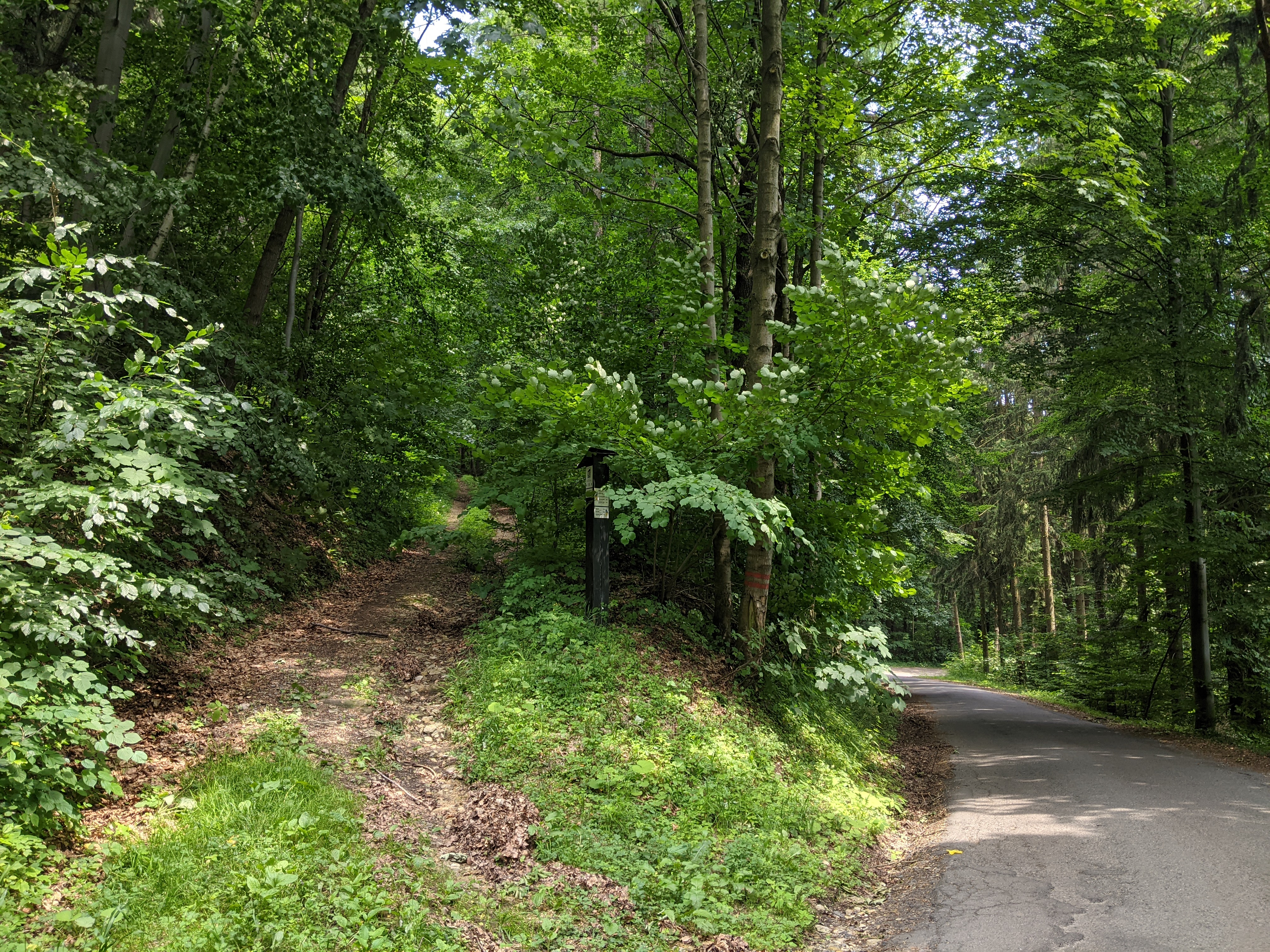
okrajový cíp PP u silnice pod Dětřichovskou hájenkou